# Canet de Fals
Canet de Fals és el més jove dels nuclis de població del municipi de Fonollosa a la zona oriental del municipi de Fonollosa, al terme de Fals, proper a Sant Joan de Vilatorrada.

## Història
Aquesta barri es va construir des dels anys setanta del segle xx, a principi sense qualsevol autorització ni infraestructures bàsiques. Avui, paradoxalment, aquesta urbanització agrupa a la majoria de la població del terme. Va néixer com a habitatges de segona residència, però cada vegada més gent hi viu de manera permanent. El nom de Canet ve del promotor de la urbanització, Lluís Canet i Foix. Canet de Fals té dos sectors diferenciats: la zona de les Deu d'últimes i la zona de La Masia, la primera a l'altiplà i la segona, a la vall.
Dins de Canet de Fals destaca, per la seva importància patrimonial i històrica, la Masia Can Joan, que allotja un restaurant de renom.

## Demografia
El municipi de Fonollosa el 2020 tenia 1.459 habitants, dels quals gairebé la meitat viuen de Canet de Fals.
| Població total              | 1.459  |
| Variació anual              | 0,41%  |
| Variació 2016-2020          | 4,14%  |
| Habitants per km²           | 28     |
| Homes                       | 752    |
| Dones                       | 707    |
| Percentatge de joves        | 14,94% |
| Percentatge d'adults        | 64,70% |
| Percentatge pob. gran       | 20,36% |
| Índex d'envelliment         | 136,24 |
| Edat mitjana                | 44,42  |
| Índex de dependència global | 54,56  |
| Índex de recanvi            | 131,08 |
|                             |        |

## Llocs d'interès i monuments
A Canet de Fals es troben la piscina i la llar d'infants municipals així com altres instal·lacions esportives com ara camp de futbol, pistes de tennis, de bàsquet, de vòlei platja, de futbito i de petanca. Antigament hi havien dues piscines gestionades per l'Associació de Veïns «La Fulla». A la fi dels anys 90 l'associació en va cedir la titularitat a l'ajuntament. L'ajuntament va mantenir la que es estava en millor estat de conservació. La llar d'infants municipal i el local social municipal de Canet de Fals es van construir al lloc de la piscina tancada.
- Jaumandreu, masia del segle xi, l'actual edifici data del segle xvii[5]
- Sant Joan de Jaumandreu, petita església del segle xvii[6]

## Entitats
- Associació de Veïns «La Fulla»[7]